# José María Iglesias
José María Iglesias Inzurruaga född i januari 1823 i Mexico City, död där 17 november, 1891 var en mexikansk jurist, författare och landets president 1876-1877.